# Valentine (Teksas)
Valentine – miasto w Stanach Zjednoczonych, w stanie Teksas, w hrabstwie Jeff Davis.